# Peron Islands
Peron Islands är öar i Australien. De ligger i territoriet Northern Territory, omkring 120 kilometer sydväst om territoriets huvudstad Darwin.
Savannklimat råder i trakten. Genomsnittlig årsnederbörd är 1 901 millimeter. Den regnigaste månaden är januari, med i genomsnitt 530 mm nederbörd, och den torraste är juni, med 1 mm nederbörd.